# Пейзаж долини річки Арно
«Пейзаж долини річки Арно» — незавершена картина Леонардо да Вінчі, ескіз якої він створив у 1473 році. Вважалася найдавнішою роботою да Вінчі, поки у 2017 році не виявили зображення архангела Гавриїла, яке художник написав двома роками раніше. «Пейзаж долини річки Арно» зберігається в галереї Уффіці у Флоренції.

## Опис
На картині з одного боку зображений замок Монтелупо і долина річки Арно, яка протікає через Флоренцію;з іншого — лісистий схил пагорба. Експерти виявили на картині два невеликі написи. Один із них написаний на звороті картині. А другий дзеркальний напис, розташований на лицьовій стороні.